# Snow Bound
Snow Bound (с англ. — «Снежный рубеж») — студийный альбом новозеландской инди-рок группы The Chills из Данидина. Он был выпущен 14 сентября 2018 года на лейбле Fire Records. Это их второй альбом после 19-летнего перерыва между студийными записями, он достиг 9 места в новозеландских чартах. Диск был записан в нескольких студиях в Новой Зеландии в течение трёх недель.
Автор песен Мартин Филлиппс сказал: «Поначалу я был удивлён, когда люди говорили: „Какая бодрая пластинка“. А я подумал: „Подождите, пока вы прочитаете текст“. Здесь есть контраст между бодрым звучанием и тем, что касается чего-то более личного, возвращаясь к подходу „Leather Jacket“». В другом месте он описал альбом как «надеюсь, своего рода Tapestry Кэрол Кинг для стареющих панков».

## Отзывы
| Оценки критиков | Оценки критиков |
| Источник        | Оценка          |
| --------------- | --------------- |
| AllMusic        | [ 2 ]           |
| The Guardian    | [ 7 ]           |
| Pitchfork       | [ 8 ]           |

Snow Bound получил положительные отзывы от музыкальных критиков. Критик AllMusic Тим Сендра оценил альбом на 4 из 5 и назвал его «большим поп-заявлением, переполненным припевами, звонкими гитарами, богатыми аранжировками и типично язвительными наблюдениями Филлиппса. Прекрасный пример того, как можно сделать альбом, который звучит как большой стадион и при этом пронизан настоящими эмоциями». Обозреватель журнала Classic Rock , однако, сказал, что это «со вкусом и красноречиво, за вычетом убийственных мелодий».
The Guardian отметила: «Открывающая композиция почти так же хороша, как и все, что написал Филлипс. Snow Bound пронизан его фирменными знаками: меланхоличными текстами в сочетании с радостными мелодиями; стремительным, странным морским характером музыки; взаимодействием гитары и органа; открытостью сердца». Pitchfork заявил, что это их «самый выигрышный альбом с Submarine Bells 1990 года — резкий, растяжимый и чрезвычайно уверенный».

## Список композиций
Все песни написаны Мартином Филлиппсом.
1. «Bad Sugar»
2. «Time To Atone»
3. «The Greatest Guide»
4. «Scarred»
5. «Complex»
6. «Deep Belief»
7. «Lord Of All I Survey»
8. «Snow Bound»
9. «Eazy Peazy»
10. «In Harmony»

## Чарты
| Чарт (2018)             | Высшая позиция |
| ----------------------- | -------------- |
| Новая Зеландия (RMNZ) · | 9              |